# Општина Скутелничи (Бузау)
Скутелничи (рум. Scutelnici) општина је у Румунији у округу Бузау.
Oпштина се налази на надморској висини од 68 m.